# Почётный гражданин Бельц
Почётный гражданин города Бельцы (или Почётный граждани́н муниципия Бэлць) — высшая форма поощрения, почётное звание муниципия Бельцы, Молдавия.

## Основания награждения
Званием могут быть удостоены граждане Республики Молдова, иностранные граждане, лица без гражданства независимо от места их проживания.
Звание присваивается за особые заслуги или выдающиеся достижения в экономической, научно-технической, социальной, культурной и (или) иных сферах жизни общества, способствовавшие укреплению и развитию Бельц, росту его авторитета в республике Молдова и за рубежом.

## Знаки отличия
Лицу, удостоенному звания, вручаются диплом, удостоверение. Имя почётного гражданина заносится в Книгу Почёта муниципия Бельцы.

## Статус и права почётного гражданина
Звание почётного гражданина города Бельцы присваивается пожизненно.

## Почётные граждане
Звание присваивается с 1966 года и к 2012 году присуждено 20 гражданам. В центральной части города находится стела с портретами Почётных граждан муниципии.
Полный список почётных граждан Бельц. В скобках указана дата решения о присвоении звания.
1. Покрышкин Александр Иванович — трижды Герой Советского Союза, генерал-полковник, освободитель г. Бельцы (решение исполкома Бельцкого городского Совета от 23 февраля 1966 г. № 47).
2. Мухин Василий Филиппович — Герой Советского Союза, освободитель г. Бельцы (решение исполкома Бельцкого городского Совета от 23 февраля 1966 г. № 47)
3. Кожедуб Иван Никитович — трижды Герой Советского Союза, генерал-полковник авиации, освободитель г. Бельцы (решение исполкома Бельцкого городского Совета от 23 февраля 1966 г. № 47)
4. Шумилов Михаил Степанович — Герой Советского Союза, генерал-полковник, освободитель г. Бельцы (решением исполкома Бельцкого городского Совета от 23 февраля 1966 г. № 47)
5. Середа Игорь Емельянович — Герой Советского Союза, капитан, освободитель г. Бельцы (решение исполкома Бельцкого городского Совета от 23 февраля 1966 г. № 47)
6. Речкалов Григорий Андреевич — Дважды Герой Советского Союза, лётчик-истребитель, генерал-лейтенант, освободитель г. Бельцы (решение исполкома Бельцкого городского Совета от 23 февраля 1966 г. № 47)
7. Шамардин Павел Зиновьевич — Герой Советского Союза, командир 33-й гвардейской мотострелковой бригады 9-го гвардейского танкового корпуса 2-1 гвардейской танковой армии (1-й Белорусский фронт), гвардии полковник, освободитель г. Бельцы (решение исполкома Бельцкого городского Совета от 24 марта 1966 г. № 93)
8. Латышев, Владимир Александрович — Герой Советского Союза, гвардии лейтенант, освободитель г. Бельцы (решение исполкома Бельцкого городского Совета от 24 марта 1969 г. № 68)
9. Замчалов Пётр Иванович — Герой Советского Союза, гвардии майор, корпусной инженер 9-го гвардейского танкового Уманского Краснознамённого ордена Суворова корпуса, освободитель г. Бельцы (решением исполкома Бельцкого городского Совета от 24 марта 1969 г. № 68)
10. Конев Иван Степанович — дважды Герой Советского Союза, Маршал Советского Союза, освободитель г. Бельцы (решение исполкома Бельцкого городского Совета от 25 марта 1969 г. № 79)
11. Капралов Пётр Андреевич — Герой Советского Союза, подполковник, командир 859-го стрелкового полка 294-й стрелковой дивизии 52-й армии 2-го Украинского фронта, освободитель г. Бельцы (Решением исполкома Бельцкого городского Совета от 25 июня 1970 г. № 166)
12. Макеев Борис Васильевич — Герой Советского Союза, механик-водитель танка 307-го танкового батальона 107-й танковой армии 2-го Украинского фронта, старшина, освободитель г. Бельцы (решение исполкома Бельцкого городского Совета от 3 февраля 1972 г. № 35)
13. Василенко Иван Андреевич — Герой Советского Союза, воевал в составе 1-й курской партизанской бригады отряда им. Железняка, освободитель г. Бельцы (решение исполкома Бельцкого городского Совета от 3 февраля 1972 г. № 35)
14. Лесечко Михаил Авксентьевич — внёс большой вклад в развитие экономики г. Бельцы, оказывая постоянную помощь в строительстве троллейбусного парка муниципия (решение исполкома Бельцкого городского Совета от 15 сентября 1972 г. № 67)
15. Филипп Николай Дмитриевич — ведущий специалист в области радиофизики (решение Бельцкого муниципального Совета от 03 апреля 2001 г. № 11/24)
16. Волонтир Михай Ермолаевич — Народный артист СССР (решение Бельцкого муниципального Совета от 17 мая 2001 г. № 14/4)
17. Вакарчук Вадим Николаевич — Чемпион Мира по тяжёлой атлетике (решение Бельцкого муниципального Совета от 30 апреля 2002 г. № 5/12)
18. Тома (Фомичёва) Светлана Андреевна — Заслуженная артистка Молдавской ССР и Российской Федерации (решение Совета муниципия Бельцы от 10 апреля 2008 г.)
19. Панчук Василий — Экс-примар муниципия Бельцы (решение Совета муниципия Бельцы от 31 марта 2011 г.)
20. Паюл Павел —  Протоиереи церкви Святых апостолов Петра и Павла (решение Совета муниципия Бельцы от 29 марта 2012 г.)